# 띵소프트
띵소프트 (Thingsoft)는 대한민국의 온라인 게임 개발사이다. 사무실은 성남시 분당구 판교에 위치해 있다.

## 연혁
최초에 띵소프트가 설립된 것은 2005년으로 설립 당시 대한민국의 온라인 게임 배급사인 네오위즈의 투자를 받았다. 이후 띵소프트의 첫 번째 온라인 게임 개발작으로 네오위즈의 피망을 통해 배급된 피파온라인의 성공을 계기로 2006년 띵소프트는 네오위즈에 합병된다. 네오위즈의 내부 개발 조직으로써 2005년부터 2010년초까지 띵소프트는 피파온라인, 피파온라인2, NBA스트리트온라인, NBA스트리트온라인2, 배틀필드 온라인, 워로드, 쏘구피구, 사신무, 퍼펙트케이오 등을 비롯한 다양한 온라인 게임을 개발 및 서비스한다. 이중 특히 피파온라인2은 대한민국에서 상업적으로 크게 성공하여 2006년에는 180,000명, 2010년에서는 220,000명 이 넘는 동시접속자수를 기록하였다.
띵소프트의 최초 창립자들과 피파온라인2의 핵심 개발자들은 2010년초 네오위즈 게임즈를 퇴사하고 띵소프트라는 이름을 그대로 사용하여 새로운 온라인 게임 개발사를 설립한다.

## 조직

### One개발실 (Studio One)
개발1실은 피파온라인2 개발팀의 핵심 개발자들로 구성되었으며 대규모 다중 사용자 온라인 게임과 소셜 네트워크 게임(SNG)의 개발과 서비스에 최적화된 온라인 게임 서비스 플랫폼을 독자 개발하였다. 2010년 현재 캐주얼 온라인 게임과 소셜 네트워크 게임(SNG)의 개발에 주력하고 있다.

### NT개발실 (Studio NT)
NT개발실은 네오위즈 게임즈의 Project GG 개발팀의 핵심 개발자들로 구성되었으며 향상된 애니메이션 엔진을 바탕으로 자체 개발된 3D 엔진을 이용하여 신규 대규모 다중 사용자 온라인 롤플레잉 게임(MMORPG)을 개발중이다.
2012년 11월 1일, 지스타를 일주일여 앞두고 서초구 엘타워에서 넥슨의 '지스타2012 프리뷰'의 신작을 소개하는 행사에서 첫 모습을 드러냈다.
== 지스타 소개글 발췌
https://web.archive.org/web/20111221064856/http://gstar.nexon.com/
'Project NT'는 마치 셀 애니메이션을 보는 것과 같이 포근하고 감성적인 비주얼의 MMORPG입니다. 여러분은 이곳에서, 두 세계의 충돌후 삶의 방법을 잃은 인간과 삶의 터전을 잃은 키라나 간의 투쟁을 체험하고, 공존의 역사를 펼쳐나가게 됩니다. 적으로 만나는 키라나 중에서 어떤 키라나들을 포섭하여 활용하는지에 따라 다양한 전략과 전술이 만들어집니다.
행사에서 김동건사단의 '마비노기2:아레나'에 묻힌 감이 있지만, '마비노기'와 너무 다른 분위기에 프로젝트NT를 마비노기2라고 주장하는 무리도 있다.
2013년 지스타에서 프로젝트NT을 페리아 연대기로 이름을 바꾸었다.
2013년 9월 넥슨에 인수되었다.
2019년 8월 28일 페리아연대기 개발이 중단되었다.